# Schlagbalken

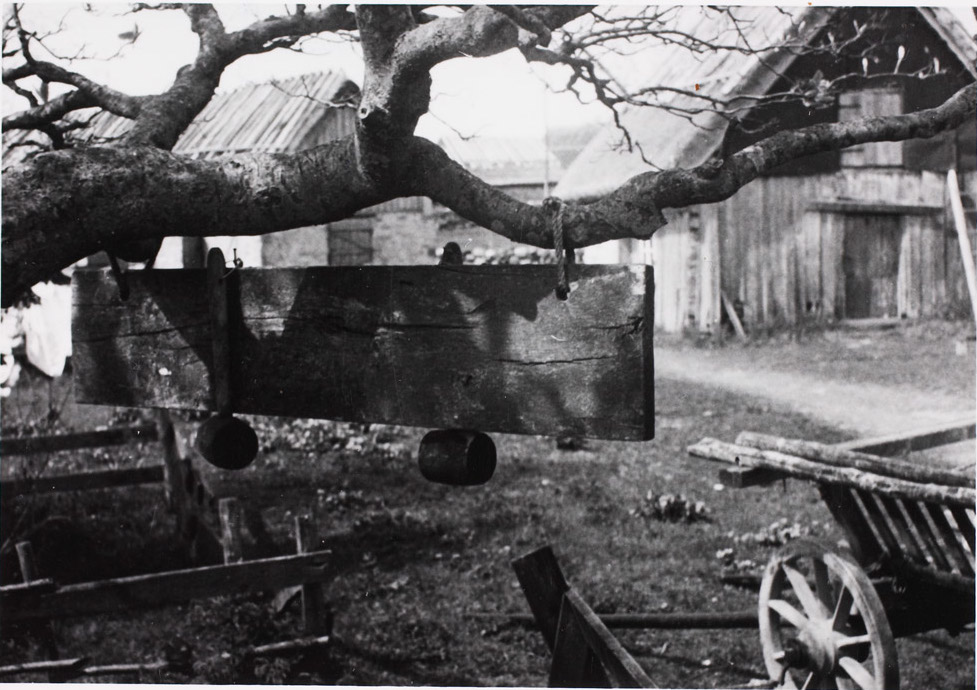
Schlagbrett lokulaud in Estland, das früher mit zwei Holzhämmern geschlagen wurde. Foto von Ferdinand Linnus, 1940

Schlagbalken, auch Schlagbrett, englisch percussion beam, ist ein hängendes oder (meist am Boden) liegendes Holzbrett, das mit Schlägeln geschlagen wird und als musikalisches Rhythmusinstrument oder als Signalinstrument für Aufrufe zu Versammlungen, als Zeitanzeige und für Warnungen dient. Schlagbalken gehören zu den ältesten Klangerzeugern und werden bis heute vor allem von einigen christlichen und buddhistischen Gemeinschaften verwendet. Instrumentenkundlich sind Schlagbalken Aufschlagidiophone.

## Herkunft

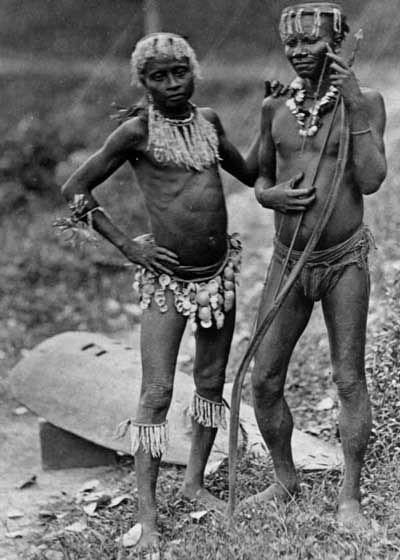
Zwei Andamaner mit einem Stampfbrett (pakuda), auf das bei Zeremonien ein Mann mit den Füßen stampfte. Inszenierte Aufnahme eines britischen Fotografen von 1875.

Die ursprünglichsten und bis heute weltweit verbreiteten perkussiven Ausdrucksmittel sind Händeklatschen, Fußstampfen und der geräuschhafte Einsatz anderer Körperteile (Beispiel Schuhplattler). Die Evolutionsgeschichte der Schlaginstrumente beginnt beim Aneinanderschlagen zweier Kieselsteine, die hierbei als Gegenschlagidiophone klassifiziert werden. Aus dem Fußstampfen entwickelten sich Stampfstangen, wie beim indonesischen Stampftrog lesung verwendet, und Stampfröhren, wie das Bambusstampfrohr kāʻekeʻeke auf Hawaii. Stampfröhren sind Holz- oder Bambusröhren, die auf den Boden oder auf eine Wasseroberfläche (Wassertrommel) aufgeschlagen werden. Im Vergleich zum Erdboden entsteht ein lauterer Schlagton, wenn die Stampfstangen auf ein am Boden liegendes Holzbrett gestampft (Stampfbrett) oder geschlagen werden (Schlagbrett). Eine weitere akustische Verbesserung wird erreicht, wenn das Brett als schwingende Membran (Erdtrommel) über ein Erdloch gelegt wird. Das Erdloch dient wie beim Erdbogen oder der Erdzither als Resonanzkörper. Einfache am Boden liegende Bretter, auf die gestampft oder geschlagen wird, sind regional aus Afrika, Ozeanien, Surinam und von Afrobrasilianern in Brasilien bekannt. Stampfstangen oder Stampfröhren produzieren je nach Länge und Eigenresonanz unterschiedliche Tonhöhen oder Klangfarben beim Aufschlagen auf ein Brett. Bei den Andamanern beispielsweise stampfte nach einer Beschreibung vom Anfang des 20. Jahrhunderts ein Mann bei Initiationstänzen mit den Füßen den Takt auf einem gewölbten schildförmigen Stampfbrett (pakuda).
Die bekannteste Weiterentwicklung des Schlagbalkens ist die Schlitztrommel. Mehrere Aufschlagstäbe unterschiedlicher Tonhöhen bilden ein Schlagstabspiel, hölzerne Aufschlagstäbe ergeben ein Xylophon.

## Liegende Schlagbalken
Ein am Boden liegendes, mit den Füßen gestampftes Brett über einer Grube gehört zum traditionellen Instrumentarium der Modoc-Indianer in Kalifornien. Ihre Grube misst etwa 90 Zentimeter in der Tiefe bei Seitenlängen von 60 Zentimetern. Nach Hubert Howe Bancroft (1883) besaßen Indianer am Nootka Sound an der Pazifikküste von British Columbia einen am Boden liegenden, von der Unterseite ausgehöhlten Balken, den sie mit Stöcken schlugen. Zusammen mit Gefäßrasseln, die mit Steinchen gefüllt waren, einer Knochenflöte mit einem Griffloch und monotonen Gesängen von geringem Tonumfang begleiteten sie damit Tänze und andere Zeremonien.
Von Fidschi ist eine Holzplatte bekannt, die auf zwei gerollten Matten zur akustischen Abkoppelung vom Erdboden über drei Gruben liegt und mit Schlägeln geschlagen wurde. Berichten um 1930 zufolge schlugen Mädchen auf der mikronesischen Insel Pohnpei ein auf ihren Knien liegendes Holzbrett oder einen Rindenstreifen mit Stöcken.
Beim in der baskischen Volksmusik verwendeten txalaparta werden mehrere auf tischhohen Querträgern liegende Holzbalken mit in den Händen gehaltenen Stöcken gestampft, weshalb das Perkussionsinstrument als Stampfbrett klassifiziert wird.
Zu den zentralafrikanischen Schlagbrettern gehören der bake, ein 1–1,5 Meter langer und 23–25 Zentimeter breiter Hartholzbalken der Mitsogo im Bergland von Gabun. Der bake ruht auf zwei Unterlagen und wird von zwei Spielern mit Stöcken bei Ritualen geschlagen. Der ebenfalls aus Hartholz bestehende obaka der Bapunu in Gabun ist 1,2 Meter lang und liegt am Boden. Er wird von mehreren Männern zur Gesangsbegleitung und zur Begleitung des Pluriarc nsambi geschlagen.
In den 1940er Jahren nahm Klaus Wachsmann bei den Alur im Nordwesten Ugandas ein Lied auf, das von zwei Bogenharfen adungu und einem Schlagbalken oludhuru oder olodero begleitet wurde. Die Schlagbalken in Uganda bestanden aus einem knapp zwei Meter langen Holzstamm oder dicken Ast, der auf dem Boden liegend an beiden Enden von zwei Jungen mit Stöcken geschlagen wurde. Bei den Bakonjo an der Südwestgrenze Ugandas gehörte der Schlagbalken enzebe zum Spiel der Bogenharfe kinanga. Eine außermusikalische Verwendung des Schlagbalkens ist von den Baganda (mubango) und den Bagisu (imbalanye) in Uganda bekannt, die mit dessen Schlägen versuchten, essbare Ameisen aus dem Boden hervorzulocken.

## Hängende Schlagbalken

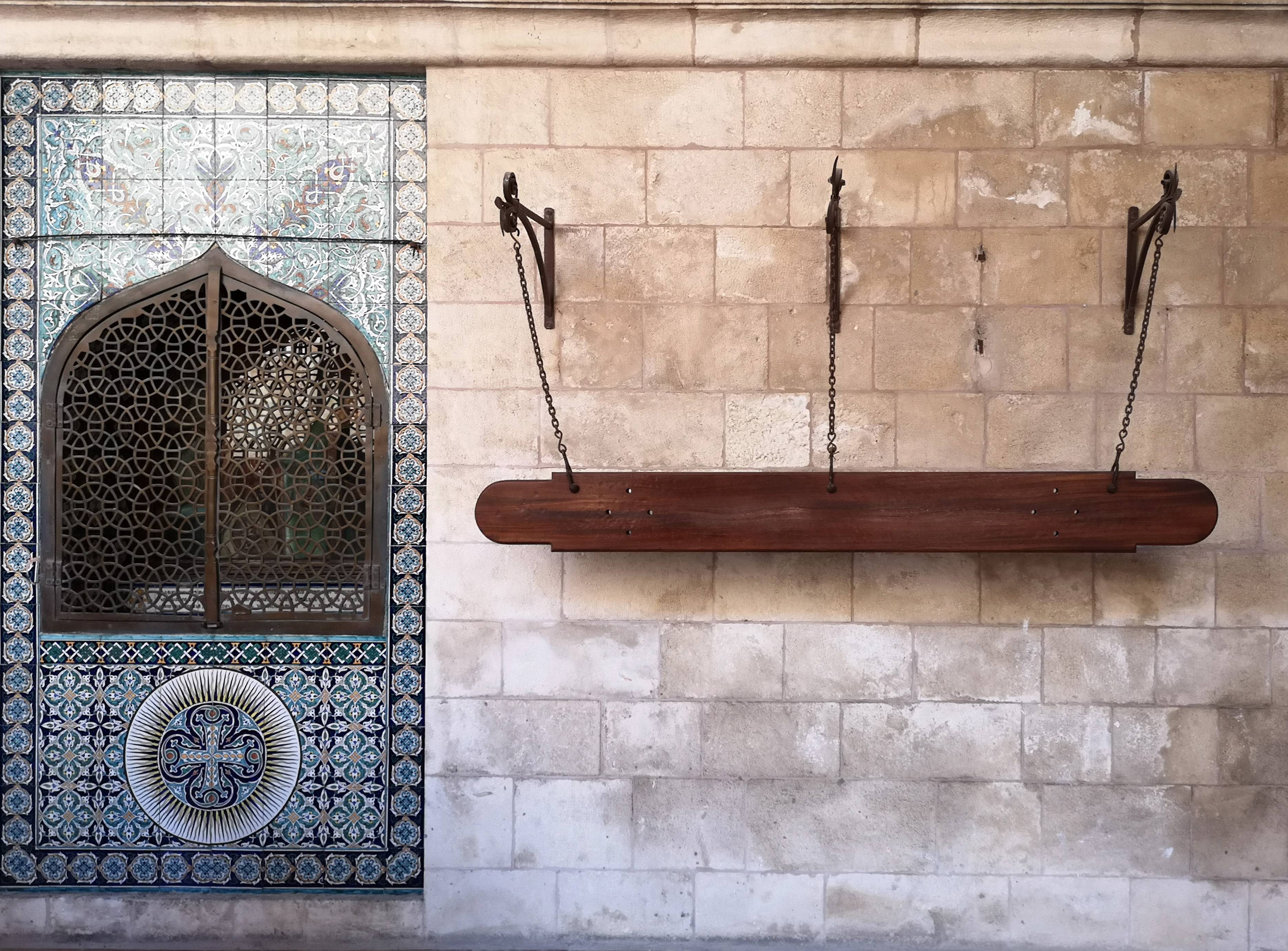
Orientalischer Schlagbalken, arabisch naqus, in der Altstadt von Jerusalem.

Der naqus ist ein von den frühen Christen im Orient als Signalinstrument geschlagenes Klangholz in Form eines hängenden oder über der Schulter getragenen Balkens, das die Funktion einer Glocke übernahm.
Die Tradition des von Mönchen gebrauchten naqus blieb vor allem in der Tradition der orthodoxen Kirchen im Südosten Europas erhalten, in Griechenland unter dem Namen semantron, in Rumänien als toacă und in slawischen Sprachen, etwa in Serbien und Bulgarien, als klepalo. In Russland heißt das Schlagbrett bilo. In der älteren Literatur (um 1900) werden diese Schlagbalken als „Klapperbrett“ umschrieben. In der armenisch-apostolischen Kirche wurde das Holzbrett gočnag mit zwei Holzhämmern geschlagen.
Im frühmittelalterlichen Zentraleuropa wurde der als Ruf zum Gebet eingesetzte Schlagbalken lateinisch tabula genannt. Als allgemeines Signalinstrument im ländlichen Raum Norddeutschlands diente seitdem das aus einem waagrecht aufgehängten Brett bestehende Hillebille, das einst mit Köhlern aus dem Erzgebirge in den Harz und nach Thüringen gelangte.
Das Dendrophon ist ein für Kinder geeignetes Schlagstabspiel aus senkrecht in einer Reihe aufgehängten Balken oder dicken Ästen, die unterschiedliche Tonhöhen produzieren.
Das Schlagbrett o le polotu dient auf den Pazifikinseln Samoa und Tonga zur Begleitung von Sologesängen. Von der Demokratischen Republik Kongo ist der Name bomo für ein waagrecht aufgehängtes und mit Stöcken geschlagenes Schlagbrett bekannt.
Eine Reihe von gestimmten hängenden Holzbalken verwenden die Maguindanao auf den Philippinen, wo ansonsten Schlaginstrumente aus Bambus häufiger sind.
Im westlichen Russland, in Belarus und in der Ukraine bezeichnet baraban eine kleine Zylindertrommel ähnlich der georgischen doli. Die Komi und Wepsen in Russland verwenden auch ein baraban genanntes Schlagbrett aus Birkenholz für Signalzwecke, das sie mit zwei Stöcken schlagen. In den Dörfern begleitet der baraban Tänze und die Aufführung von Tschastuschka, gesungenen humorvollen Gedichten. In Lettland wurden mit dem Schlagbrett klabeklis von den Dörfern Signale an die Hirten auf der Weide gesendet.
Von Südasien bis Ostasien werden neben Metallplatten wie der in buddhistischen Tempeln in Myanmar geschlagenen kyizi auch hölzerne Schlagbretter beim Tempeldienst verwendet. In tibetischen Klöstern rufen die Mönche zu besonderen Anlässen mit dem Holzbrett gandi zusammen, etwa um den Tod eines bedeutenden Lamas zu verkünden. In den Klöstern der buddhistischer Sekten in Japan werden unterschiedliche Formen von Schlagplatten (han) verwendet, um die Mönche zum Essen und zur Meditation zu rufen. Die meisten sind Metallplatten, die annähernd rechteckige moppan besteht aus Holz.
Die Maori in Neuseeland schlugen den zwischen zwei Bäumen oder Pfosten aufgehängten, ein bis neun Meter langen Holzbalken pahuu bei Kriegsgefahr. Manche pahuu besaßen in der Mitte eine längliche Mulde (als Übergang zur Schlitztrommel).
In der österreichischen Region Südsteiermark wird in manchen Weinbergen eine Klapotetz genannte, große hölzerne Vogelscheuche aufgestellt. Sie besteht aus einem waagrecht aufgehängten Schlagbrett und einem Windrad. Dieses versetzt eine Welle mit daran befestigten Klöppeln in eine Drehbewegung, die so eine klappernde Schlagfolge erzeugen.

## In der Hand gehaltene Schlagbretter

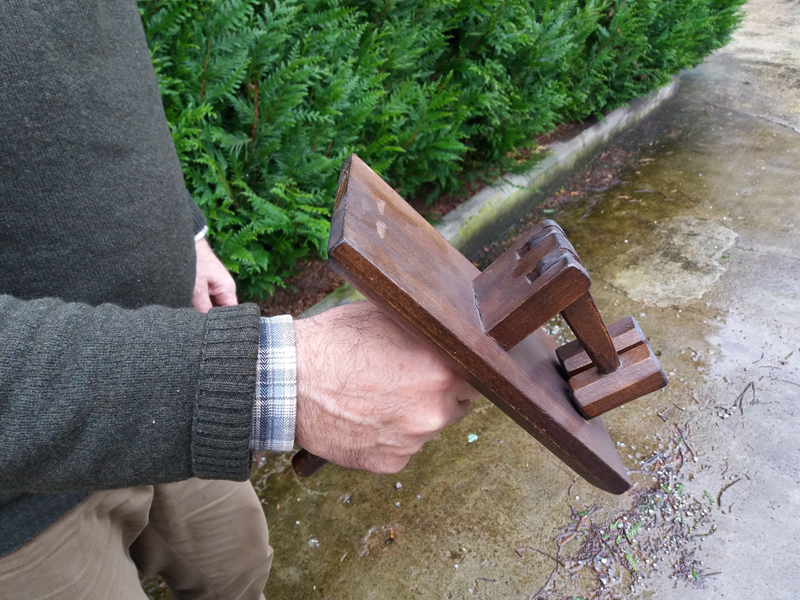
Aus dem Handgelenk vor und zurück bewegtes Klapperbrett matraka im Baskenland (Gemeinde Oiartzun).

Kleinere Schlagbretter von Typ semantron oder toacă können die Mönche mit einer Hand an der Schulter tragen und mit einem Stock in der anderen Hand schlagen.
Der in tibetisch-buddhistischen Klöstern als Signalgeber verwendete Schlagbalken gandi ist in seiner Form und Funktion dem orthodoxen semantron und seinen Verwandten ähnlich. Der seit Anfang des 1. Jahrtausends überlieferten gandi kommt außerdem eine magische Bedeutung zu.
Bei den Schlagbrettern in den osteuropäischen Klöstern handelt es sich nicht um Klappern. Echte Klappern, bei denen ein Hammer wie ein Klöppel beim Bewegen des Schlagbretts aus dem Handgelenk eine Pendelbewegung ausführt, sind die vor allem im alpenländischen Brauchtum in Österreich und Südtirol als Lärminstrument eingesetzten Klapperbretter. Sie werden an einem Handgriff unter dem Brett gehalten. Ministranten verwenden sie zusammen mit Ratschen anstelle von Messglocken bei vorösterlichen Gottesdiensten. Früher sollten solche in der Hand gehaltenen Bretter außerdem „am Karfreitag dem Judas die Knochen brechen, bald die Gemeinde, die Bürger, das Gesinde zusammenrufen, das Wild dem Jäger entgegentreiben und die Sperlinge von der Saat scheuchen.“ Bei Prozessionen und im Ritus der römisch-katholischen Kirche in Lettland wurde das Klapperbrett klabeklis (in Litauen kleketas) verwendet.